# 오륙도
오륙도(五六島)는 부산광역시 남구 용호동에 있는 우암반도 남동단에서 동남 방향으로 600m 지점 해상에 있는 섬이다. 부산광역시의 문장으로 부산의 상징 중 하나이기도 하다.
육지와 가까운 순서대로, 방패섬, 솔섬, 수리섬, 송곳섬, 굴섬, 등대섬 6개 섬으로 이루어져 있다. 과거 해식대로 연결된 방패섬과 솔섬을 합쳐 우삭도로 부르고 있었으나, 2011년 무인도 지명 정비사업으로 현재의 이름으로 정리되었다

## 지명
오륙도라는 지명의 유래를 살펴보면, 1740년(영조 16) 동래부사(東萊府使) 박사창(朴師昌)이 편찬한 동래부지(東萊府誌)의 산천조(山川條)에 '五六島在絶影島東, 峯巒奇在列立海中, 自東觀之則爲六峯, 自西觀之則爲五峯, 故名之以此. 第三峯 有 唐將 萬世德碑'라는 문구가 있다. 즉 동에서 보면 6개 봉우리로 보이고, 서에서 보면 5개 봉우리로 보여 오륙도로 불린다고 지명의 유래를 기록하고 있다. 보는 각도에 따라 오륙도의 봉우리 수가 달리 보이는데, 예를 들어 영도에서 오륙도를 보면 5개 봉우리(방패섬 솔섬 수리섬 송곳섬 굴섬)로 보이고, 해운대 달맞이고개에서 보면 6개 봉우리(방패섬 솔섬 수리섬 송곳섬 굴섬 등대섬)로 보인다.
초량왜관에서 조선어 통역을 한 대마도 출신 오다이 쿠고로오(小田幾五郞, 1755년 출생, 1832년 사망)가 쓴 초량화집(草梁話集, 1825년)에는 밀물과 썰물에 따라 오륙도가 5개 또는 6개로 보인다는 내용이 있다.
행정 구역상 부산광역시 남구 용호동 936번지에 속한다.

## 지질

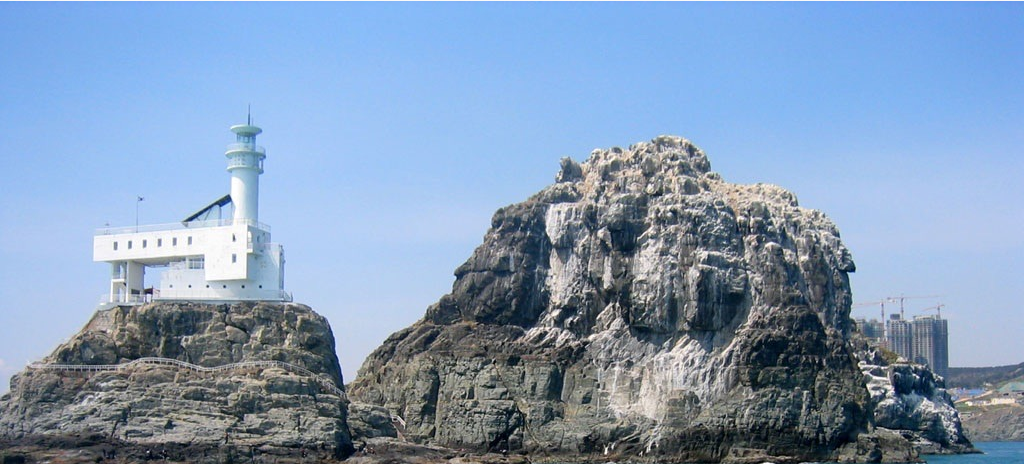
오륙도는 지질학적으로 중생대 백악기 말의 경상 누층군 유천층군 안산암질 화산암류복합체 안산암질 화산각력암으로 구성되어 있다.

오륙도는 1972년 6월 26일 부산기념물 제22호로 지정됐다가 2007년 10월 1일 국가지정문화재 명승 제24호로 지정되었다. 오륙도는 육지에서 가까운 곳으로부터 차례로 우삭도(방패섬과 솔섬으로 나뉨), 수리섬, 송곳섬, 굴섬, 등대섬 등으로 불리는 5개의 섬으로 구성되어 있다. 오륙도는 약 7~8천만 년 전에 유천층군 화산활동에 의한 안산각력암, 안산암류, 안산암질 응회암과 응회질 퇴적암이 퇴적되어 만들어졌으며, 오륙도 상부에 있던 약 6 km 두께의 화산 분출암 및 퇴적암은 오랜 기간 동안 삭박(削剝) 작용에 의해서 제거된 알려져 있다. 이 섬들은 약 12만 년 전에는 하나의 산 능선으로 일직선상에 연결되어 있었으나, 오랜 세월에 걸쳐 암석 내에 발달한 균열대를 따라 파도의 침식작용으로 산 능선은 여러 덩어리로 분리되게 되었고 3회의 융기운동으로 돌계단, 즉 파식대지로 된 돌섬들로 분리된 것이다. 파식작용은 곳곳에 해식동굴을 형성하고 파식대지(해안단구)를 형성하게 되었는데, 이러한 과정이 수없이 반복되면서 현재의 오륙도의 모습이 갖춰진 것으로 보인다. 등대지기가 있는 등대섬을 제외하면 모두가 무인도이다.

## 오륙도 및 주변해역 생태계보전지역
2003년 12월 31일 자연환경보전법 제18조의 규정에 의하여 부산광역시 남구 용호동 소재 오륙도 및 주변해역을 생태계보전지역으로 지정·고시하였다.
- 지정 번호：해양수산부 생태계보전지역 제3호
- 명 칭：오륙도및주변해역 생태계보전지역
- 지정연월일：2003년12월31일
- 지정목적 : 기암괴석의 무인도서로 남해안의 수직암반 생물상 보호 및 주변육역의 개발압력에 따른 해양생태계 훼손예방
- 근거법령：자연환경보전법 제18조
- 관리청：해양수산부
- 행정구역：부산광역시 남구 용호 2동 936번지~941번지(방패섬, 솔섬, 수리섬, 송곳섬, 굴섬, 등대섬 포함) 및 주변해역
- 면적：0.35km2
- 경위도 좌표 : 다음의 각 점을 순차적으로 연결한 선내에 있는 방패섬, 솔섬, 수리섬, 송곳섬, 굴섬 및 등대섬 등 무인도서를 포함한 해역 (①북위35도06분00초, 동경129도07분31초, ②북위35도05분57초, 동경129도07분36초, ③북위35도05분30초, 동경129도07분43초, ④북위35도05분25초, 동경129도07분37초, ⑤북위35도05분25초, 동경129도07분29초, ⑥북위35도05분46초, 동경129도07분24초, ⑦북위35도05분54초, 동경129도07분24초)

## 오륙도 등대
오륙도 등대는 육지에서 가장 멀리 떨어진 등대섬에 있다. 등대는 1937년 11월에 일제강점기에 처음 설치되었으며, 당시 6.2m이던 등탑은 1998년 27.5m 높이로 최초 시민현상 설계공모를 통해 '자연과 인공의 극적인 만남'라는 주제로 건립되었다. 10초에 1회 반짝이는 흰색 섬광이 도달하는 거리는 21마일, 40km에 이른다. 대마도에서도 오륙도 등대 불빛이 보인다. 해가 날 때는 태양열로 충전하고 해가 가린 날이나 장마철에는 발전기 2대를 교대로 가동한다. 누구든 등대 구경이 가능하며, 등대전시관도 있다. 국내외 등대 역사를 알려 주는 사진과 1930년대 등대 공사 당시 자재 일부를 전시하고 있다. 관광객이나 낚시꾼에게 화장실을 개방하고 있다.

## 오륙도 스카이워크

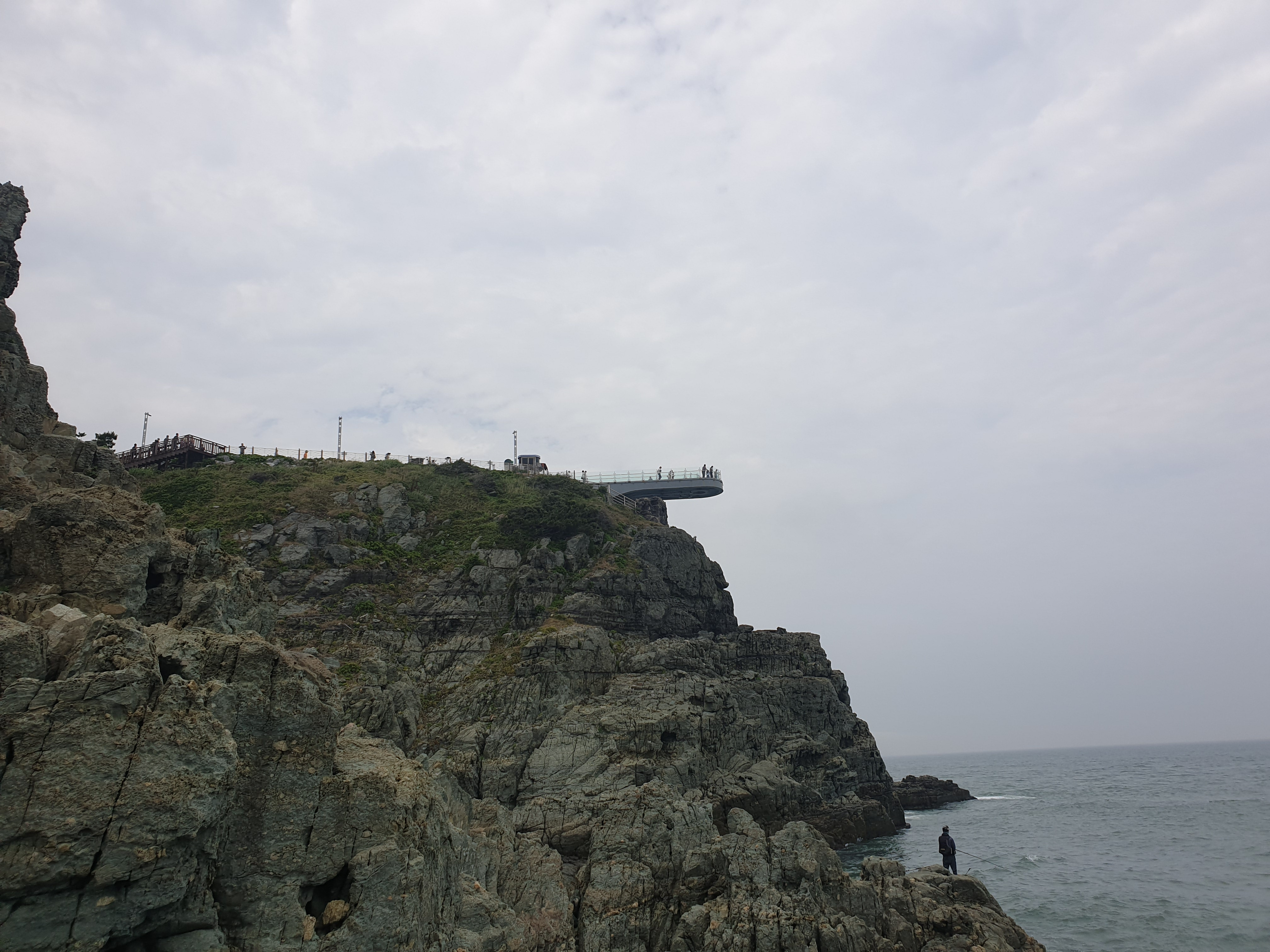
오륙도 스카이워크

오륙도 해맞이공원에 만들어진 전망대이다. 투명 유리로 만들어져 절벽아래 바다를 구경할 수 있다. 2011년 2월부터 공사를 시작해 2013년 9월에 완공됐다. 스카이워크와 더불어 해파랑길 관광안내소도 개관했다.

## 같이 보기
- 대한민국의 관광
- 부산광역시